# 港のカラス
「港のカラス」（みなとのカラス）は、2003年12月17日に発売されたあさみちゆきの2枚目のシングル。

## 収録曲
1. 港のカラス (5分19秒)
作詞：高田ひろお／作曲：杉本眞人／編曲：川口真
2. 港のカラス（オリジナル・カラオケ） (5分18秒)
作曲：杉本眞人／編曲：川口真
3. 港のカラス（一般用メロ入りカラオケ） (5分18秒)
作曲：杉本眞人／編曲：川口真
4. 泣きたいときは (5分26秒)
作詞：田久保真見／作曲：杉本眞人／編曲：川口真
5. 泣きたいときは（オリジナル・カラオケ） (5分23秒)
作曲：杉本眞人／編曲：川口真